# Jonathan Rebolledo
Jonathan Eduardo Rebolledo Ardiles  (nacido en Iquique, Chile; 22 de octubre de 1991) es un futbolista chileno que se desempeña como mediocampista en Deportes Puerto Montt de la Primera División B de Chile.

## Trayectoria
Rebolledo fue ascendido al primer equipo de Deportes Iquique el 7 de julio de 2009. Debutó oficialmente el 10 de agosto del mismo año, tras ingresar como sustituto de Miguel Ángel Ayala en la derrota 3-4 contra Unión Española. Anotó su primer gol con los Dragones Celestes el 5 de noviembre de 2011, en un partido del Torneo de Clausura 2011 contra Unión La Calera el cual acabó 2-1 a favor del «cuadro iquiqueño». En este mismo encuentro también fue expulsado tras recibir doble amarilla.
En el Torneo de Apertura 2012 anotó el 2-0 contra Rangers de Talca en la victoria por el mismo marcador, el 18 de febrero de 2012. Durante la primera parte de la temporada concretó un total de diez encuentros y convirtió el ya mencionado gol. Pero, durante la pretemporada para afrontar el Torneo de Clausura 2012, sufrió una rotura total del ligamento cruzado anterior, lo que lo dejó fuera de la canchas durante seis meses. Volvió a jugar el 16 de febrero de 2013 en la derrota por 1-0 ante Unión La Calera, luego de reemplazar al minuto setenta y siete a Nicolás Ortiz.

## Estadísticas
Clubes
 Actualizado el 3 de diciembre de 2016.
| Club                                                                                              | Temporada        | Div.             | Liga     | Liga  | Copas nacionales(1) | Copas nacionales(1) | Total    | Total |
| Club                                                                                              | Temporada        | Div.             | Partidos | Goles | Partidos            | Goles               | Partidos | Goles |
| Deportes Iquique · Chile                                                                          | 2009             | 1ª               | 1        | 0     | 0                   | 0                   | 1        | 0     |
| Deportes Iquique · Chile                                                                          | 2010             | 2ª               | 1        | 0     | 0                   | 0                   | 1        | 0     |
| Deportes Iquique · Chile                                                                          | 2011             | 1ª               | 3        | 1     | 0                   | 0                   | 3        | 1     |
| Deportes Iquique · Chile                                                                          | 2012             | 1ª               | 10       | 2     | 0                   | 0                   | 10       | 2     |
| Deportes Iquique · Chile                                                                          | 2013             | 1ª               | 6        | 0     | 0                   | 0                   | 6        | 0     |
| Deportes Iquique · Chile                                                                          | 2013-14          | 1ª               | 20       | 1     | 5                   | 1                   | 25       | 2     |
| Deportes Iquique · Chile                                                                          | 2014-15          | 1ª               | 14       | 1     | 6                   | 0                   | 20       | 1     |
| Deportes Iquique · Chile                                                                          | 2015-16          | 1ª               | 14       | 0     | 5                   | 0                   | 19       | 0     |
| Deportes Iquique · Chile                                                                          | 2016-17          | 1ª               | 9        | 0     | 2                   | 0                   | 11       | 0     |
| Deportes Iquique · Chile                                                                          | Total club       | Total club       | 78       | 5     | 18                  | 1                   | 96       | 6     |
| Total en carrera                                                                                  | Total en carrera | Total en carrera | 78       | 5     | 18                  | 1                   | 96       | 6     |
| (2)Incluye datos de la Copa Chile (2013/14, 2014/15, 2015 y 2016) y la Supercopa de Chile (2014). |                  |                  |          |       |                     |                     |          |       |

## Palmarés

### Campeonatos nacionales
| Título     | Club             | País  | Año     |
| ---------- | ---------------- | ----- | ------- |
| Copa Chile | Deportes Iquique | Chile | 2013-14 |